# Proporção áurea

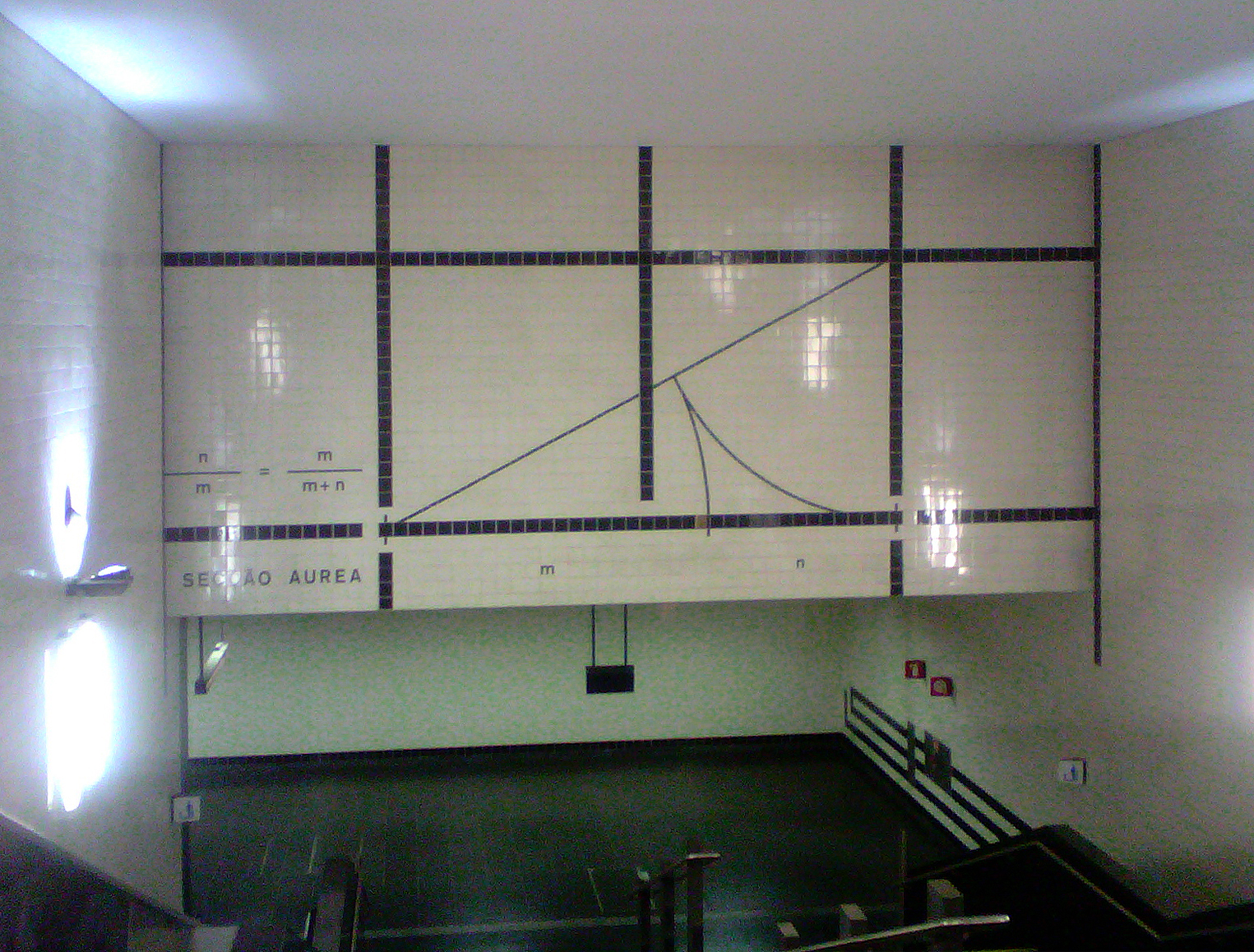
Alusão à secção áurea na estação Saldanha do Metropolitano de Lisboa.

Proporção áurea, número de ouro, número áureo, secção áurea, proporção de ouro é uma constante real algébrica irracional denotada pela letra grega {\displaystyle \phi } (PHI), em homenagem ao escultor Phideas (Fídias), que a teria utilizado para conceber o Parthenon, e com o valor arredondado a três casas decimais de 1,618. Também é chamada de se(c)ção áurea (do latim sectio aurea), razão áurea, razão de ouro, média e extrema razão (Euclides), divina proporção, divina seção (do latim sectio divina), proporção em extrema razão, divisão de extrema razão ou áurea excelência. O número de ouro é ainda frequentemente chamado razão de Phidias.
Este número irracional é a única solução positiva da equação φ2 = φ + 1. Ou seja:
Desde a Antiguidade, a proporção áurea é usada na arte. É frequente a sua utilização em pinturas renascentistas, como as do mestre Giotto. Este número está envolvido com a natureza do crescimento. Phi (não confundir com o número Pi {\displaystyle \pi }), como é chamado o número de ouro, pode ser encontrado de forma aproximada no homem (o tamanho das falanges, ossos dos dedos, por exemplo), nas colmeias, entre inúmeros outros exemplos que envolvem a ordem de crescimento na natureza.
Justamente por ser encontrado em estudos de crescimento, o número de ouro ganhou um status de "ideal", sendo alvo de pesquisadores, artistas e escritores. O fato de ser apoiado pela matemática é que o torna fascinante.

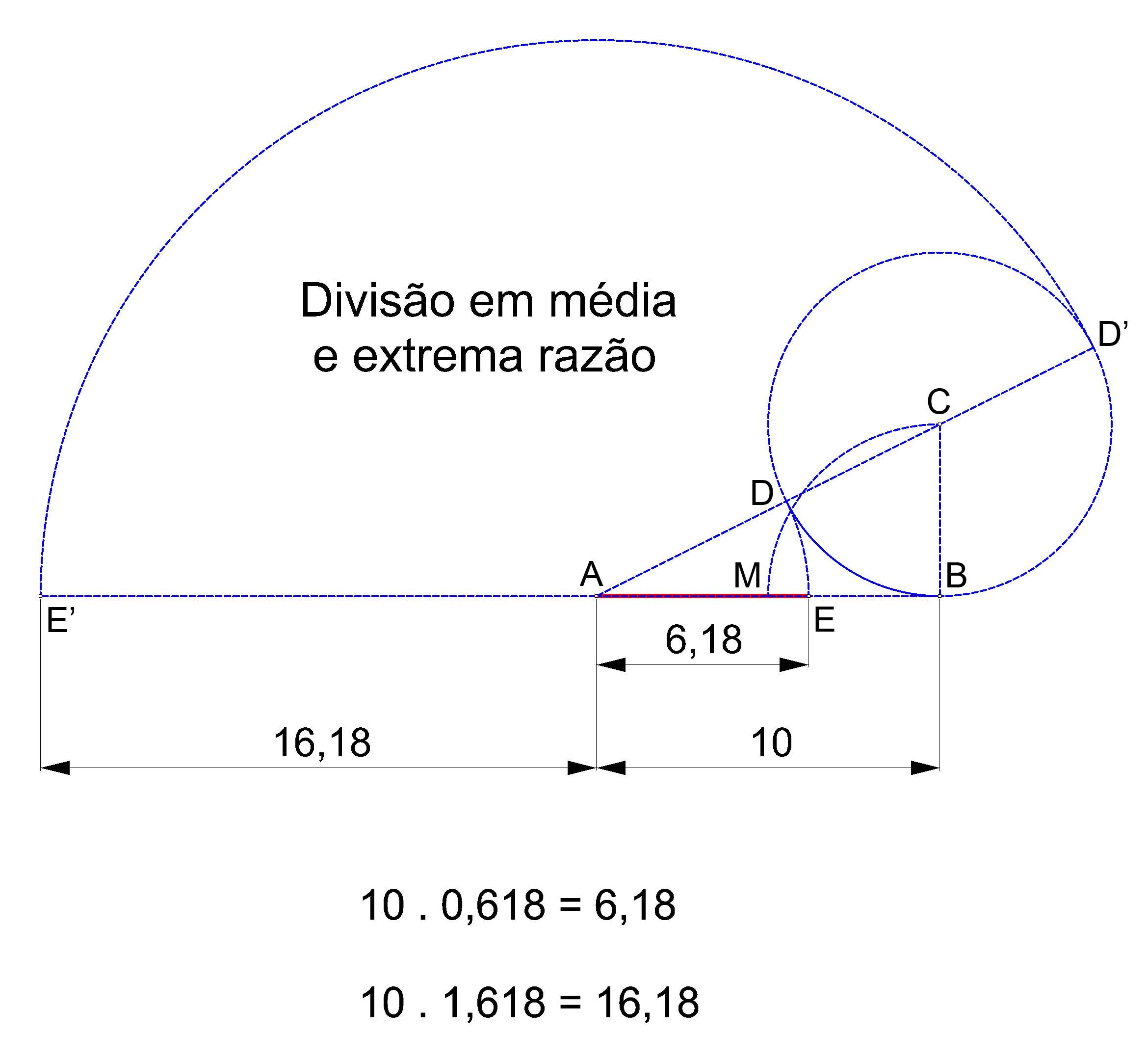
Divisão em média e extrema razão. A partir de um segmento de 10 unidades, determina-se a sua seção áurea multiplicando-o por 0,618 (média). Para encontrar-se um segmento maior, em extrema razão, deve-se multiplicar as dez unidades iniciais por 1,618.

## Propriedades matemáticas

### Definição algébrica
Dois valores positivos estão em razão áurea se sua razão é igual à razão da sua soma pela maior das quantidades. Algebricamente, dados {\displaystyle a} e {\displaystyle b}, {\displaystyle a>b>0}, então:
{\displaystyle {\frac {a+b}{a}}={\frac {a}{b}}=\phi .}
Onde {\displaystyle \phi } representa a razão áurea. O seu valor é constante e pode ser encontrado a partir da definição anterior.
Usando a parte direita da equação, vemos que {\displaystyle a=b\phi ,} o que pode ser substituído na parte esquerda, resultando em:
{\displaystyle {\frac {b\phi +b}{b\phi }}={\frac {b\phi }{b}}\,.}
Cancelando b em ambos os lados, temos:
{\displaystyle {\frac {\phi +1}{\phi }}=\phi .}
Multiplicando ambos os lados por {\displaystyle \phi ,} resulta:
{\displaystyle \phi +1=\phi ^{2}.}
Finalmente, subtraindo {\displaystyle \phi ^{2}} de ambos os membros da equação e multiplicando todas as parcelas por {\displaystyle -1,} encontramos:
{\displaystyle \phi ^{2}-\phi -1=0,} que é uma equação quadrática da forma {\displaystyle ax^{2}+bx+c=0,} em que {\displaystyle a=1,\ b=-1\ \mathrm {e} \ c=-1.}
Agora, basta resolver essa equação quadrática. Pela fórmula resolutiva de uma equação quadrática:
{\displaystyle \phi ={\frac {-b\pm {\sqrt {b^{2}-4ac}}}{2a}}}
{\displaystyle \phi ={\frac {-(-1)\pm {\sqrt {(-1)^{2}-4\cdot {1}\cdot {(-1)}}}}{2\cdot {1}}}}
{\displaystyle \phi ={\frac {1\pm {\sqrt {1+4}}}{2}}}
{\displaystyle \phi ={\frac {1\pm {\sqrt {5}}}{2}}}
A única solução positiva dessa equação quadrática é a seguinte:
{\displaystyle \phi ={\frac {1+{\sqrt {5}}}{2}}\approx 1.61803398875,} que é o número {\displaystyle \phi .}

### Sequência de Fibonacci

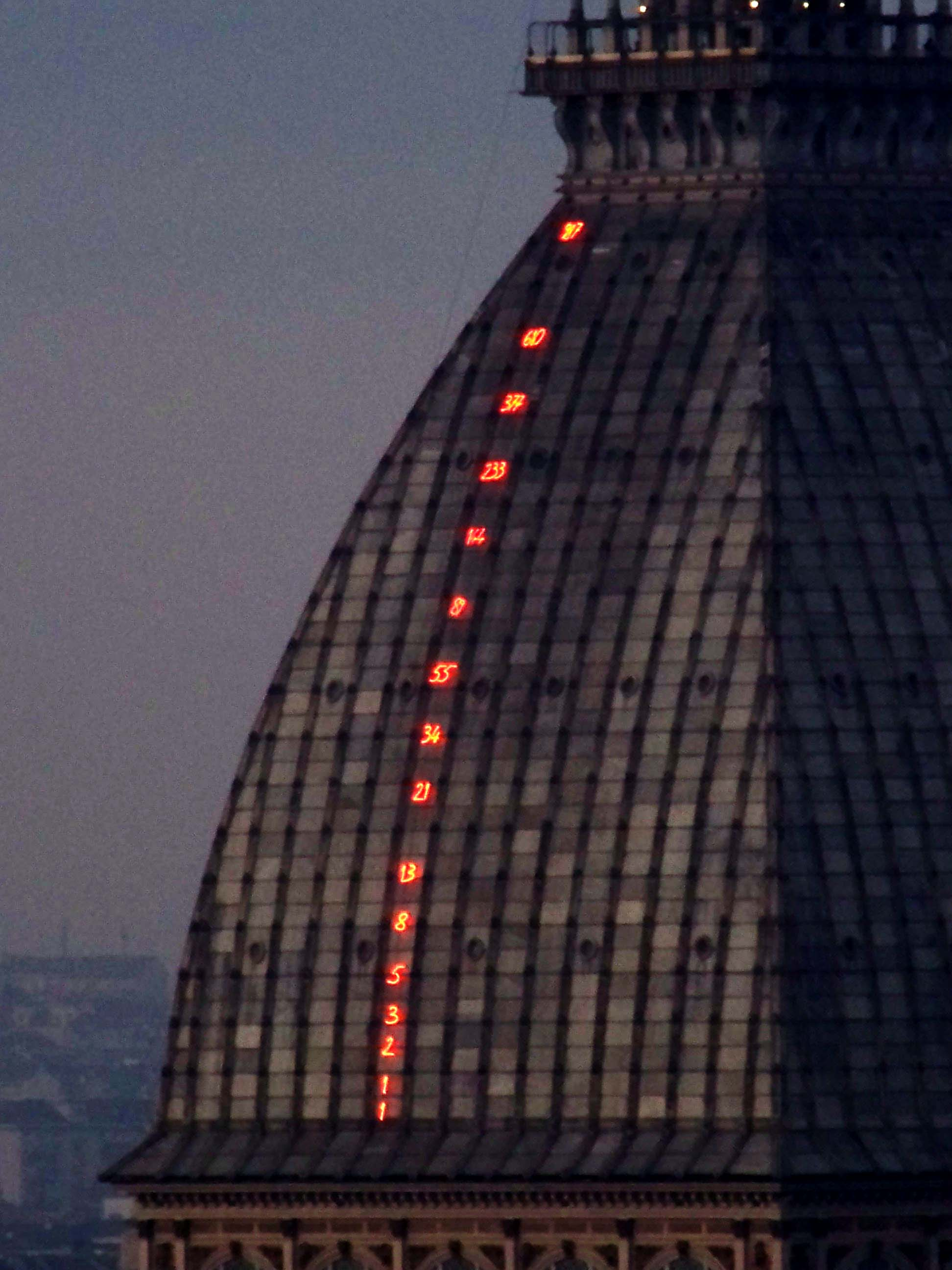
Representação da sequência de Fibonacci na Mole Antonelliana em Turim, Itália

O número áureo está presente na fórmula do termo geral da Série de Fibonacci:
{\displaystyle F(n)={\frac {\phi _{+}^{n}-\phi _{-}^{n}}{\phi _{+}-\phi _{-}}}={\frac {1}{\sqrt {5}}}\left[\left({\frac {1+{\sqrt {5}}}{2}}\right)^{n}-\left({\frac {1-{\sqrt {5}}}{2}}\right)^{n}\right]}
O número áureo pode ser aproximado pela divisão do n-ésimo termo da Série de Fibonacci pelo termo anterior, sendo a aproximação tanto melhor quanto maior for n. Por exemplo:
{\displaystyle {\frac {2}{1}}=2;} {\displaystyle {\frac {3}{2}}=1,5;} {\displaystyle {\frac {8}{5}}=1,6;} {\displaystyle {\frac {13}{8}}=1,625;} {\displaystyle {\frac {89}{55}}=1,61818...\ ;} {\displaystyle {\frac {6765}{4181}}=1,6180339...}

### Série de frações
O número áureo também pode ser encontrado através de frações contínuas, normalmente representadas como [a,b,c,d,e,...], o que resulta em:
{\displaystyle a+{\frac {1}{b+{\frac {1}{c+{\frac {1}{d+{\frac {1}{e}}}}}}}}}
A aproximação do número áureo vem com a quantidade de números 1 em uma representação de Série de Frações. O valor varia em torno do número áureo, sendo maior ou menor alternadamente, mas sempre se aproximando deste.
{\displaystyle [1;1]=1+{\frac {1}{1}}=1+1=2.}
{\displaystyle [1;1,1]=1+{\frac {1}{1+{\frac {1}{1}}}}=1+{\frac {1}{2}}={\frac {3}{2}}=1,5.}
{\displaystyle [1;1,1,1]=1+{\frac {1}{1+{\frac {1}{1+{\frac {1}{1}}}}}}=1+{\frac {1}{\frac {3}{2}}}=1+{\frac {2}{3}}={\frac {5}{3}}=1,666.}
{\displaystyle [1;1,1,1,1]=1+{\frac {1}{1+{\frac {1}{1+{\frac {1}{1+{\frac {1}{1}}}}}}}}=1+{\frac {1}{\frac {5}{3}}}=1+{\frac {3}{5}}={\frac {8}{5}}=1,6.}
Um número irracional sempre pode ser aproximado por números racionais, e os convergentes da representação em fração contínua são as melhores aproximações. A aproximação é tão melhor quando se corta a expansão em um coeficiente grande; por exemplo, uma boa aproximação de π = [3; 7, 15, 1, 292, 1, 1, 1, ...] é obtida ao se tomar π ~= [3; 7, 15, 1] = 3.141592654... Como todos os coeficientes da fração contínua de φ são um, todas suas aproximações por racionais são ruins - de fato, φ é o pior número para ser aproximado por racionais.

### Identidades notáveis

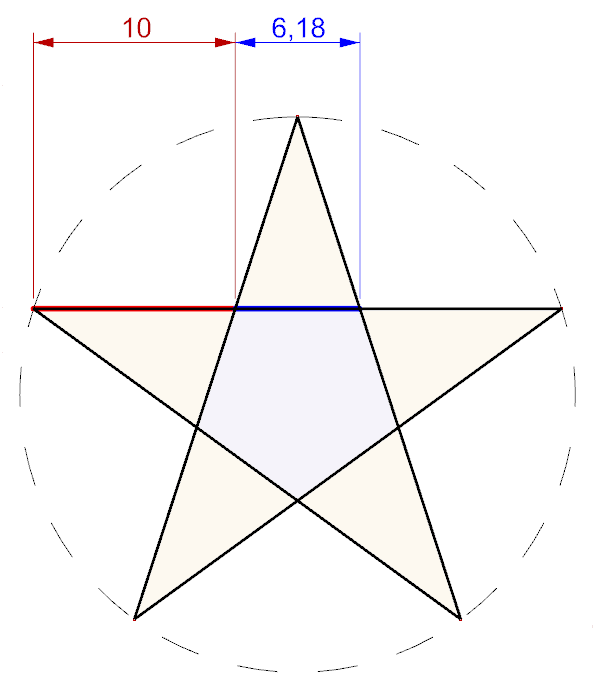
Segmentos do pentagrama estão na proporção áurea, como mostra a figura. O pentagrama é obtido traçando-se as diagonais de um pentágono regular.

{\displaystyle \phi -1={\frac {1}{\phi }}={\sqrt {2-\phi }}}
{\displaystyle \phi ={\frac {1+\phi }{\phi }}={\frac {1+2\phi }{1+\phi }}={\frac {2+3\phi }{1+2\phi }}={\frac {3+5\phi }{2+3\phi }}={\frac {5+8\phi }{3+5\phi }}={\frac {8+13\phi }{5+8\phi }}=\;...}
{\displaystyle \phi ={\frac {1}{\phi -1}}={\frac {\phi -1}{2-\phi }}={\frac {2-\phi }{-3+2\phi }}={\frac {-3+2\phi }{5-3\phi }}={\frac {5-3\phi }{-8+5\phi }}={\frac {-8+5\phi }{13+8\phi }}=\;...}

### Série de raízes
{\displaystyle \phi ={\sqrt {1+{\sqrt {1+{\sqrt {1+{\sqrt {1+...}}}}}}}}}

### Funções trigonométricas e arcos notáveis
Da Trigonometria se segue, entre outras coisas
{\displaystyle \phi =2\cos \left({\frac {\pi }{5}}\right)=2\sin \left({\frac {3\pi }{10}}\right)}
e
{\displaystyle {\frac {1}{\phi }}=2\sin \left({\frac {\pi }{10}}\right)=2\cos \left({\frac {2\pi }{5}}\right)},
assim como
{\displaystyle {\sqrt {3-\phi }}=2\sin \left({\frac {\pi }{5}}\right)}.

## Proporção áurea na natureza

### Figuras geométricas

Pentagrama colorido para distinguir seus segmentos de reta de diferentes comprimentos. Os quatro comprimentos apresentam razões douradas entre si.

Um decágono regular, inscrito numa circunferência, tem os lados em proporção áurea com o raio da circunferência.
Um pentagrama regular é obtido traçando-se as diagonais de um pentágono regular. O pentágono menor, formado pelas interseções das diagonais, também está em proporção com o pentágono maior, de onde se originou o pentagrama. A razão entre as medidas dos lados dos dois pentágonos é igual ao quadrado da razão áurea. A razão entre as medidas das áreas dos dois pentágonos é igual a quarta potência da razão áurea.
Chamando os vértices de um pentagrama de A, B, C, D e E, o triângulo isósceles formado por A, C e D tem seus lados em relação dourada com a base, e o triângulo isósceles A, B e C tem sua base em relação dourada com os lados.
Quando Pitágoras descobriu que as proporções no pentagrama eram a proporção áurea, tornou esse símbolo estrelado como a representação da Irmandade Pitagórica. Esse era um dos motivos que levava Pitágoras a dizer que "tudo é número", ou seja, que a natureza segue padrões matemáticos.

### Fórmulas
| Área                      | {\displaystyle A={\frac {1}{4}}\cdot {\sqrt {250+110\cdot {\sqrt {5}}}}\cdot s^{2}\approx 5{,}568\cdot s^{2}} | rahmenlos |
| Área                      | {\displaystyle A={\frac {1}{2}}\cdot {\sqrt {25-10\cdot {\sqrt {5}}}}\cdot a^{2}\approx 0{,}812\cdot a^{2}}   | rahmenlos |
| Perímetro                 | {\displaystyle U=5\cdot d={\frac {5+5\cdot {\sqrt {5}}}{2}}\cdot a=(10+5\cdot {\sqrt {5}})\cdot s}            | rahmenlos |
| Diagonal                  | {\displaystyle d=\phi \cdot a={\frac {1+{\sqrt {5}}}{2}}\cdot a\approx 1{,}618\cdot a}                        | rahmenlos |
| Diagonal                  | {\displaystyle d=\phi ^{3}\cdot s=(2+{\sqrt {5}})\cdot s\approx 4{,}236\cdot s}                               | rahmenlos |
| Diagonal                  | {\displaystyle d={\frac {1}{2}}\cdot {\sqrt {10+2\cdot {\sqrt {5}}}}\cdot r\approx 1{,}902\cdot r}            | rahmenlos |
| Lado do pentágono interno | {\displaystyle s={\frac {a}{\phi ^{2}}}={\frac {3-{\sqrt {5}}}{2}}\cdot a\approx 0{,}382\cdot a}              | rahmenlos |
| Lado do pentágono interno | {\displaystyle s={\frac {d}{\phi ^{3}}}=({\sqrt {5}}-2)\cdot d\approx 0{,}236\cdot d}                         | rahmenlos |
| Lado do pentágono interno | {\displaystyle s={\frac {1}{2}}\cdot {\sqrt {50-22\cdot {\sqrt {5}}}}\cdot r\approx 0{,}449\cdot r}           | rahmenlos |
| Lado do pentágono externo | {\displaystyle a=(\phi +1)\cdot s=\phi ^{2}\cdot s={\frac {3+{\sqrt {5}}}{2}}\cdot s\approx 2{,}618\cdot s}   | rahmenlos |
| Lado do pentágono externo | {\displaystyle a=(\phi -1)\cdot d={\frac {d}{\phi }}={\frac {{\sqrt {5}}-1}{2}}\cdot d\approx 0{,}618\cdot d} | rahmenlos |
| Lado do pentágono externo | {\displaystyle a={\frac {1}{2}}\cdot {\sqrt {10-2\cdot {\sqrt {5}}}}\cdot r\approx 1{,}176\cdot r}            | rahmenlos |
| Raio da circunferência    | {\displaystyle r={\frac {1}{10}}\cdot {\sqrt {50-10\cdot {\sqrt {5}}}}\cdot d\approx 0{,}526\cdot d}          | rahmenlos |
| Raio da circunferência    | {\displaystyle r={\frac {1}{10}}\cdot {\sqrt {50+10\cdot {\sqrt {5}}}}\cdot a\approx 0{,}851\cdot a}          | rahmenlos |
| Raio da circunferência    | {\displaystyle r={\frac {1}{10}}\cdot {\sqrt {250+110\cdot {\sqrt {5}}}}\cdot s\approx 2{,}227\cdot s}        | rahmenlos |

### Vegetais

Um triângulo dourado (vermelho) e os gnomos dourados, grande (azul) e pequeno (verde), em um pentagrama regular.

Como os vegetais não têm formas exatas, a ponto de serem construídos com régua e compasso, a divina proporção, bem como a série Fibonacci, só podem ser encontradas por aproximação. Portanto, seria inexato atribuir correlações perfeitas entre a natureza e uma formulação idealizada pelo homem.

### Animais
Nos animais, as medidas também são aproximadas e os desenhos e as modelagens, produzidos dentro desse cânone ideal, são criações exclusivas de artistas, "designers", ilustradores, escultores, entre outros.

### Corpo humano

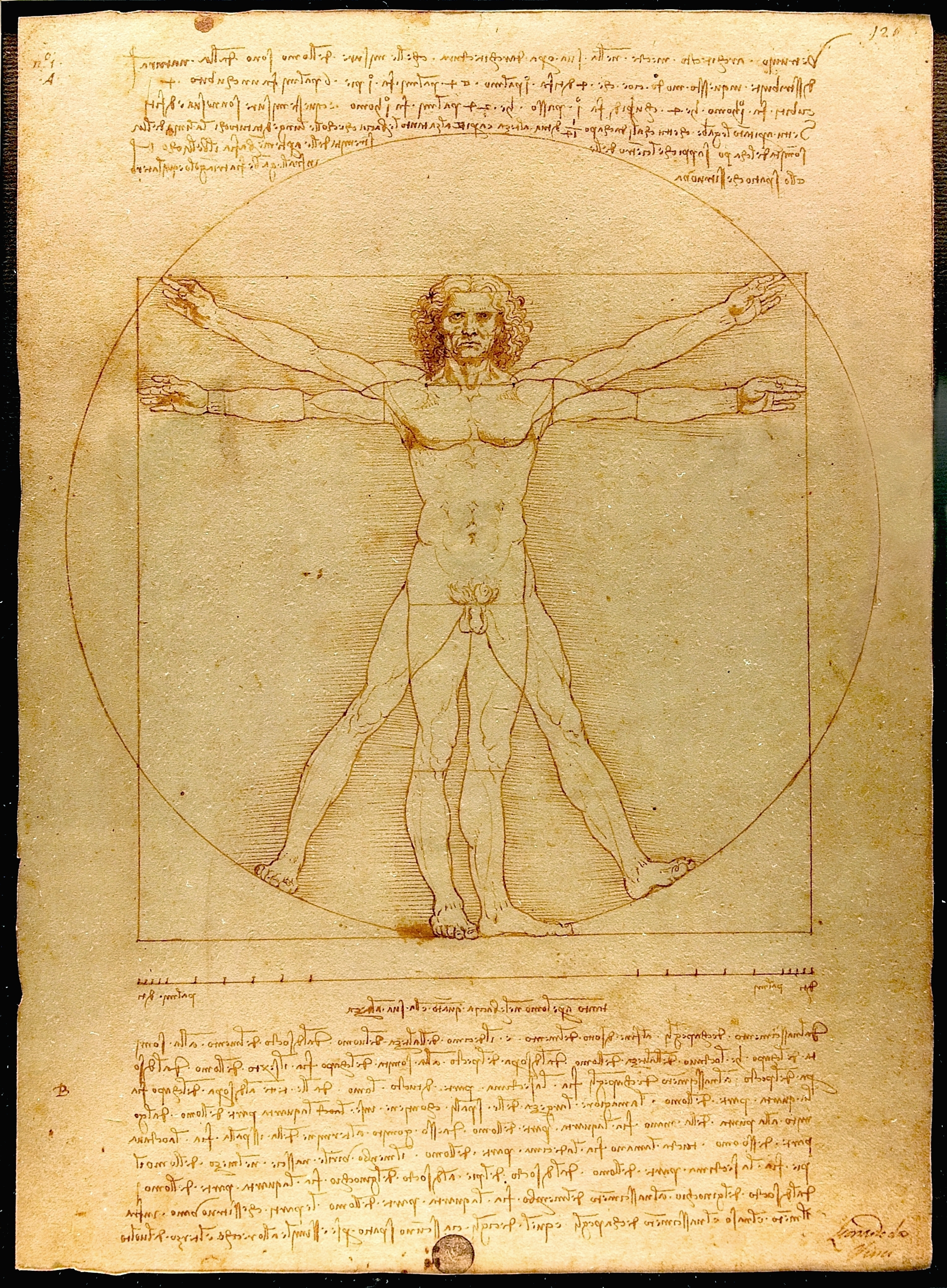
O Homem Vitruviano, de Leonardo da Vinci. As ideias de proporção e simetria aplicadas à concepção da beleza humana.

- A altura do corpo humano e a medida do umbigo até o chão.
- A altura do crânio e a medida da mandíbula até o alto da cabeça.
- A medida da cintura até a cabeça e o tamanho do tórax.
- A medida do ombro à ponta do dedo e a medida do cotovelo à ponta do dedo.
- O tamanho dos dedos e a medida da dobra central até a ponta.
- A medida da dobra central até a ponta dividido e da segunda dobra até a ponta.
- A medida do seu quadril ao chão e a medida do seu joelho até o chão.

Essas proporções anatómicas ideais foram representadas pelo "Homem Vitruviano", obra de Leonardo Da Vinci.
- Dimensão do útero em mulheres jovens (16 e 20 anos), segundo o pesquisador Jasper Vergtus, da Universidade de Leuven.[15]

## Aplicações
O homem, em muitas ocasiões, tem buscado o ideal da perfeição nas linguagens artísticas.

### Arte

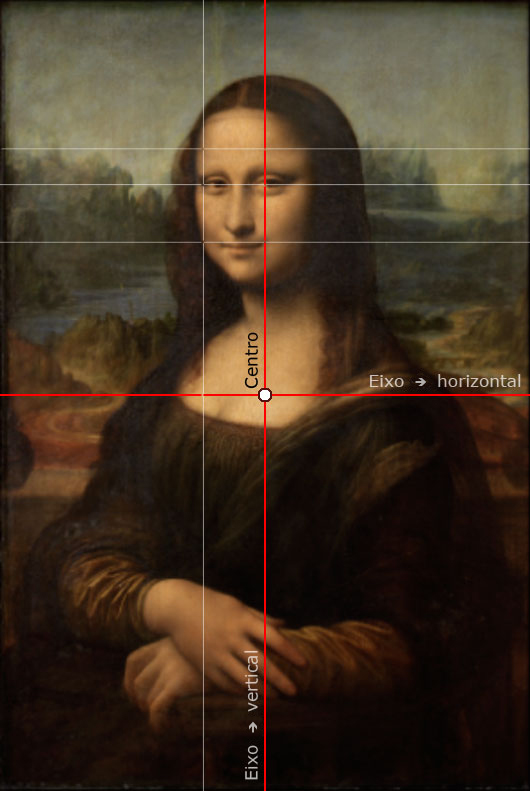
As linhas vermelhas representam os eixos vertical e horizontal. As linhas brancas são divisões áureas. Os olhos e a boca estão posicionados nessa estrutura geométrica.

A proporção áurea foi muito usada na arte, em obras como O Nascimento de Vênus, quadro de Botticelli, em que Afrodite está na proporção áurea. Essa proporção estaria ali aplicada pelo motivo de o autor representar a perfeição da beleza.
Em O Sacramento da Última Ceia, de Salvador Dalí, as dimensões do quadro (aproximadamente 270 cm × 167 cm) estão numa razão áurea entre si. Na história da arte renascentista, a perfeição da beleza em quadros foi bastante explorada com base nessa constante. Vários pintores e escultores lançaram mão das possibilidades que a proporção lhes dava para retratar a realidade com mais perfeição.
A Mona Lisa, de Leonardo da Vinci, tem a proporção áurea nas relações entre o tronco e a cabeça, bem como nos elementos da face, mas isso é uma característica inerente ao ser humano e tais proporções podem ser encontradas na maioria das pinturas em que a anatomia tenha sido respeitada. Medições feitas por computador mostraram que os olhos de Mona Lisa estão situados em subdivisões áureas da tela.

### Retângulo dourado

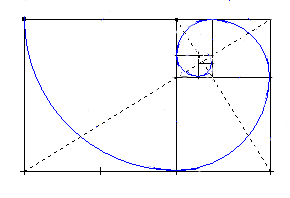
Proporção áurea em retângulos

Em geometria, o retângulo de ouro surge do processo de divisão em média e extrema razão, de Euclides. Ele é assim chamado porque ao dividir-se a base desse retângulo pela sua altura, obtêm-se o número de ouro 1,618. A cada etapa em que um retânculo é seccionado, retirando-se um quadrado de sua extremidade, surge outro retângulo conguente.

### Música
O número de ouro está presente em diversas obras de compositores clássicos, sendo o exemplo mais notável a famosa Sinfonia n.º 5, de Ludwig van Beethoven. O compositor húngaro Béla Bartók também utilizou esta relação de proporcionalidade constantemente em sua obra, assim como o fez o francês Claude Debussy em diversas composições.
No jazz, há músicos que usam os números da série Fibonacci na divisão rítmica e dos compassos.

### Literatura
No livro "O Número de Ouro", Matila Ghyka demonstrou a existência da proporção áurea em textos escritos por Victor Hugo, Shakespeare, Paul Valéry, Pierre Louys, entre outros. Na pesquisa, Ghyka relacionou as estrofes de acordo com o ritmo da leitura, o que ele chamou de ritmo prosódico.

### Cinema
O diretor russo Sergei Eisenstein utilizou o número {\displaystyle \phi } no filme O Encouraçado Potemkin para marcar os inícios de cenas importantes da trama, medindo a razão pelo tamanho das fitas de película.

### Arquitetura

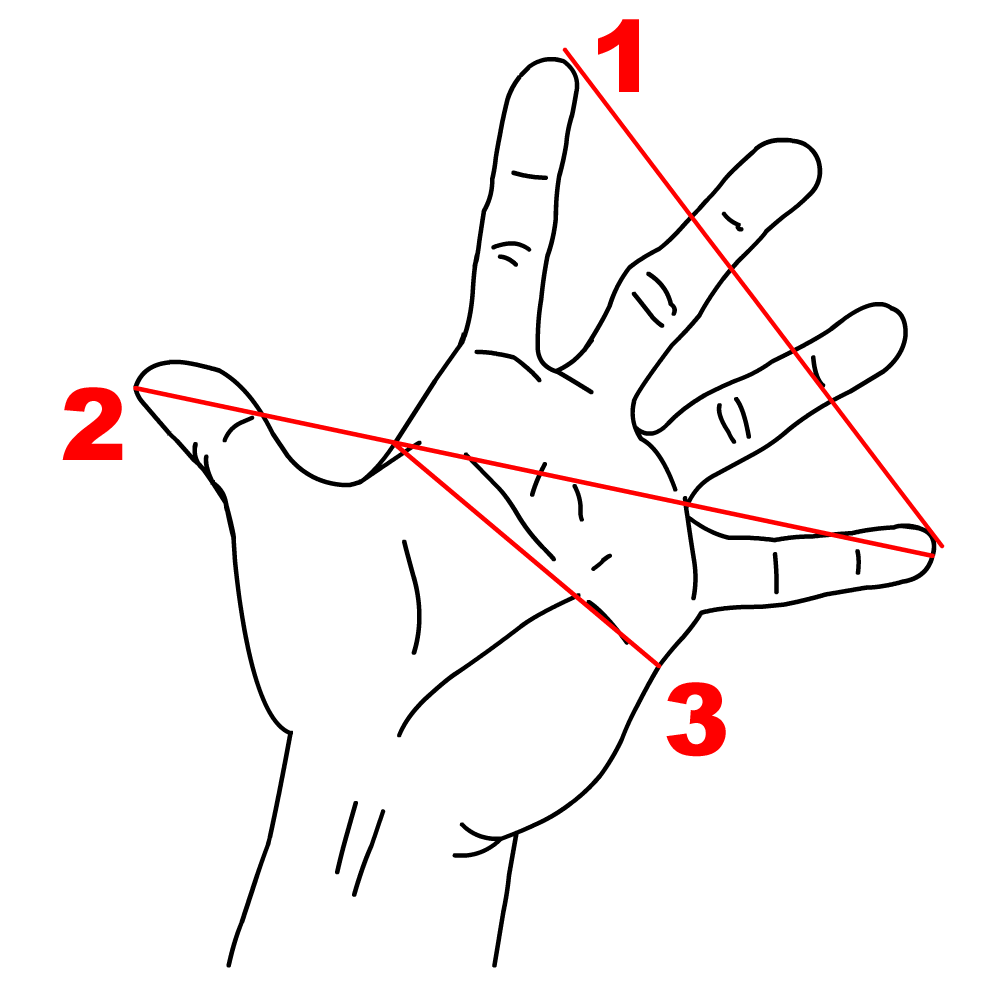
Proporções áureas em uma mão

Na Pirâmide de Quéops, no Egito, cada bloco é 1,618 vezes maior que o bloco do nível logo acima e também, as câmaras em seu interior seguem esta proporção, de forma que os comprimentos das salas são 1,618 vezes maiores que as larguras. Ainda, nas ruínas do Parthenom, na Grécia, são notadas inúmeras presenças da razão áurea.

### Mercado Financeiro
A aplicação da seqüência e da razão de ouro, mais especificamente o seu inverso, 0,618, na análise dos padrões de reversão de ações é o ponto que liga Fibonacci ao mercado de ações. São pontos baseados nos números descobertos pelo italiano que, segundo muitos analistas, podem indicar os níveis de suporte ou resistência de um papel.

## Nos dias atuais
A proporção áurea é utilizada como referência para o desenvolvimento de logótipos, materiais gráficos e obras audiovisuais, por muitos designers e diretores de arte.

### Proporção áurea e regra dos terços
É muito comum, dentro da área audiovisual e fotografia, utilizar-se a regra dos terços, porém muito se defende a substituição dessa técnica pela Proporção Áurea, já que por sua vez a regra do ponto de ouro é intrínseca à natureza e superior à regra dos terços primária, como descrito pelo fotógrafo britânico Jon Sparkman

## Linha do tempo
Linha do tempo baseada nos estudos de Priya Hemenway:
- Phidias (490–430 a.C.) projetou o Partenon que contém proporções áureas.
- Platão (427–347 a.C.), no seu Timeu, descreveu os sólidos platônicos: tetraedro, hexaedro (cubo), octaedro, dodecaedro e icosaedro. Podem ser encontradas proporções áureas em partes dos sólidos.[30]
- Euclides (325–265 a.C.), em sua obra Os Elementos, registrou a construção geométrica divisão em média e extrema razão (em grego: ἄκρος καὶ μέσος λόγος).[31]
- Fibonacci (1170–1250) mencionou a sequência numêrica conhecida como Sequência de Fibonacci; que são aproximações do número de ouro.
- Luca Pacioli (1445–1517) estudou a "divina proporção" em sua obra de mesmo nome. O termo foi sugerido por Leonardo Da Vinci.
- Michael Maestlin (1550–1631) publicou a fração decimal do número de ouro.
- Johannes Kepler (1571–1630) provou que a proporção áurea é o limite da relação entre os números consecutivos da série Fibonacci[32] e descreveu a proporção áurea como uma "joia preciosa": "A geometria tem dois grandes tesouros: um é o Teorema de Pitágoras, e o outro é a divisão áurea".
- Charles Bonnet (1720–1793) apontou a presença da série Fibonacci nas espirais logarítmicas presentes nas plantas, tanto no sentido horário, como no anti-horário.
- Martin Ohm (1792–1872) acredita-se ter sido o primeiro a usar o termo "segmento áureo" para descrever essa relação, em 1835.[33]
- Édouard Lucas (1842–1891) deu à sequência numérica o nome de Série de Fibonacci.
- Mark Barr (século XX) sugeriu a letra grega phi ( 'φ' ), que era a letra inicial do nome do escultor grego Fídias, para simbolizar a proporção áurea.[34]